# Stade Colette-Besson (Dax)
Pour les articles homonymes, voir Stade Colette-Besson.
Le stade Colette-Besson, connu avant son inauguration sous le nom de stade de Saubagnacq, est un stade omnisports situé à Dax dans le département des Landes.
Depuis 2015, il est l'un des stades résidents de l'équipe féminine de rugby à XV de l'US Dax. Il est également utilisé en tant que centre d'entraînement de l'équipe masculine de rugby à XV de l'US Dax de 2015 à 2022.

## Historique

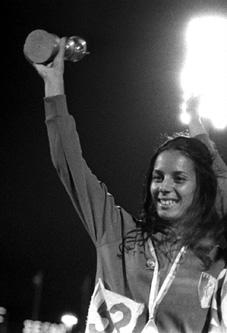
Le stade est nommé en l'honneur de l'athlète Colette Besson, ici aux Jeux olympiques de 1968.

Le nom final de l'espace omnisports est dévoilé en décembre 2013 : le stade est nommé en l'honneur de Colette Besson, championne du monde d'athlétisme pour l'épreuve du 400 mètres aux Jeux olympiques d'été de 1968, qui entretenait « des attaches amicales et familiales à Dax » selon les services de la mairie de la ville. Le stade est officiellement inauguré le 25 janvier 2014.
Moins d'une semaine après son inauguration, le complexe sportif subit les inondations frappant alors les Landes ; le terrain d'honneur est, entre autres, entièrement recouvert par les eaux.
Les travaux, réalisés en maîtrise d'ouvrage par la ville de Dax, représentent selon cette dernière un budget exact de 13 024 666,04 euros TTC. Ils sont, entre autres, subventionnés par le Conseil départemental des Landes à hauteur de 500 000 euros.

## Structures et équipements
Les différents équipements du stade Colette-Besson permettent la pratique de l'athlétisme, du badminton, de l'escalade, de la pelote basque, du rugby à XV et du volley-ball. Il abrite entre autres :
- un terrain d'honneur de rugby à XV, en pelouse naturelle, bordé par une tribune de 500 places (43° 41′ 41″ N, 1° 04′ 54″ O) ;
- un terrain de jeu en pelouse synthétique (43° 41′ 39″ N, 1° 04′ 59″ O) ;
- un terrain de jeu en pelouse naturelle (43° 41′ 37″ N, 1° 05′ 01″ O) ;
- un stade d'athlétisme comprenant une piste de 400 mètres, une aire de lancers et des sautoirs ;
- un pôle de pelote basque[7] ;
- 6 aires de jeu de badminton ;
- 2 terrains de volley-ball ;
- un bâtiment abritant les vestiaires, locaux techniques et annexes.

Des équipements de musculation dédiés à l'équipe professionnelle de l'US Dax sont également installés à leur arrivée.
L'ensemble du complexe couvre une superficie de 11 hectares.

## Utilisations du stade
Les Pachys d'Herm utilisent en plus du stade municipal d'Herm les nouvelles infrastructures dacquoises du stade Colette-Besson,. Pendant la saison 2014-2015, elles jouent pour la première fois sur ce stade dans le cadre du match de championnat contre l'US Menditte, le 8 février. Entre-temps intégrées au sein de la structure de l'US Dax, elles continuent d'évoluer à Colette-Besson.
L'US Dax signe à l'intersaison 2015 une convention avec la ville de Dax pour disposer du stade Colette-Besson pour l'entraînement de l'équipe première. Ces installations sportives deviennent alors le centre d'entraînement officiel de l'US Dax, tandis que le stade Maurice-Boyau reste l'enceinte où l'équipe dispute ses matchs de championnat. Les équipes en catégorie espoir et junior de la section rugby du club omnisports,, mais également les sections athlétisme, badminton, pelote basque et volley profitent également des équipements du stade du quartier de Saubagnacq. À partir du 14 février 2022, l'équipe première de rugby, évoluant depuis en division amateur, déménage vers son stade historique de Maurice-Boyau, afin de rassembler les activités administratives et sportives du club.
Outre les Pachys et l'USD, la section de pelote basque de l'ASPTT de Dax, celle d'escalade de l'Amicale laïque dacquoise, et l'association de gymnastique pour senior Bien-être Seniors, utilisent également le stade Colette-Besson.
Le stade est retenu parmi le catalogue officiel de centres de préparation des Jeux olympiques d'été de 2024, dans le cadre de la pratique du rugby à sept,.

## Galerie

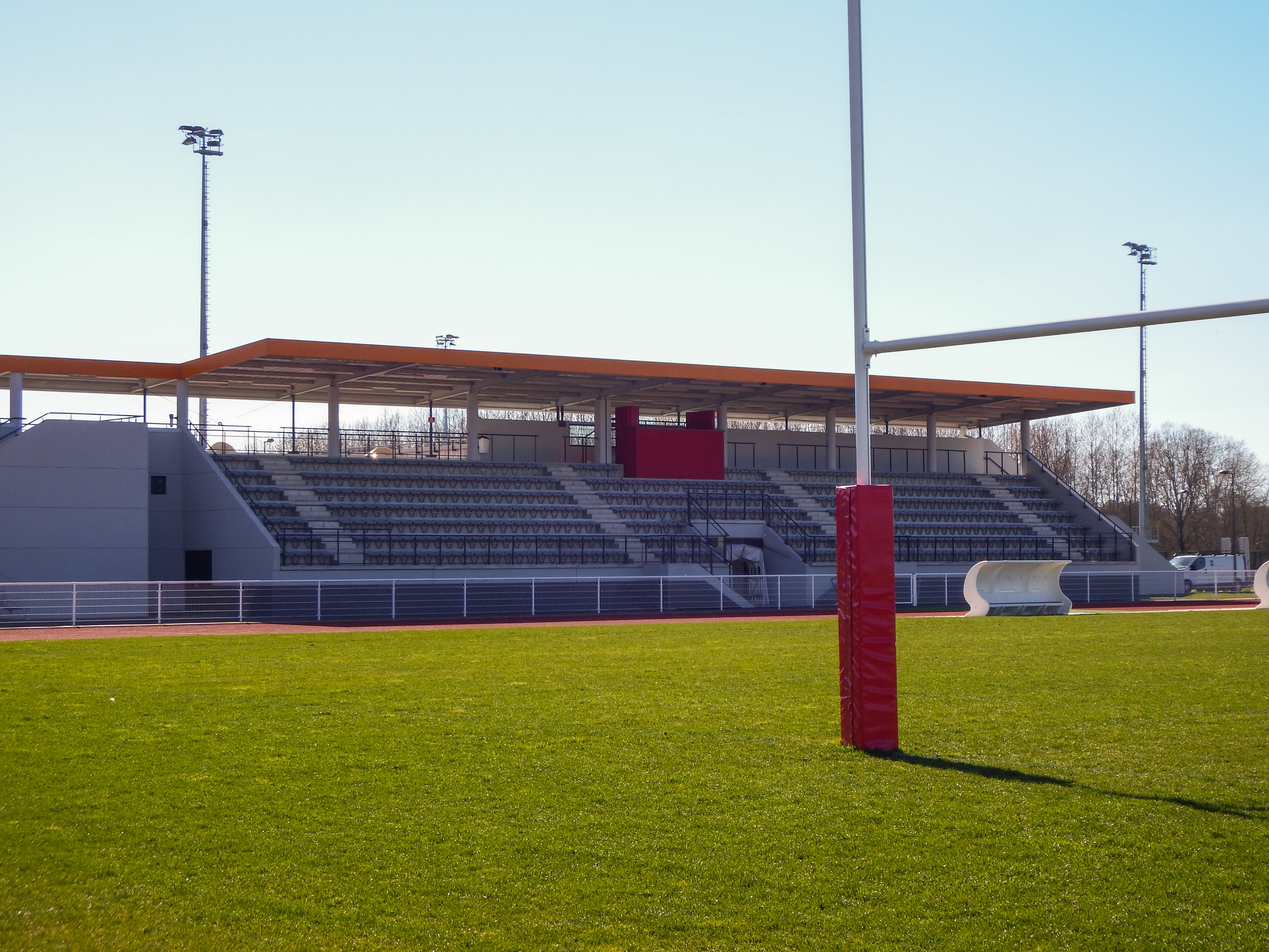
Tribune du terrain d'honneur.
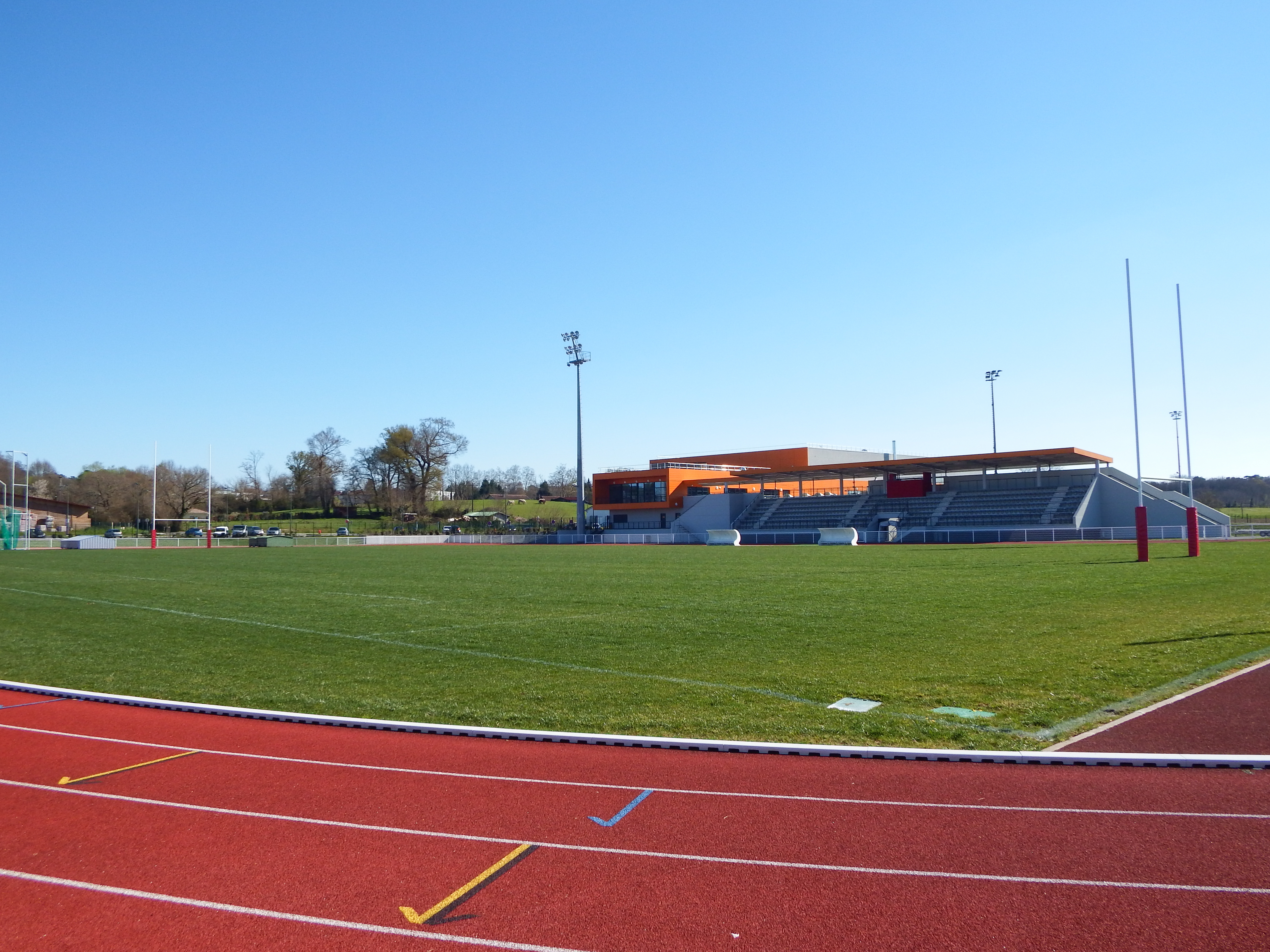
Vue du terrain d'honneur depuis la piste d'athlétisme.
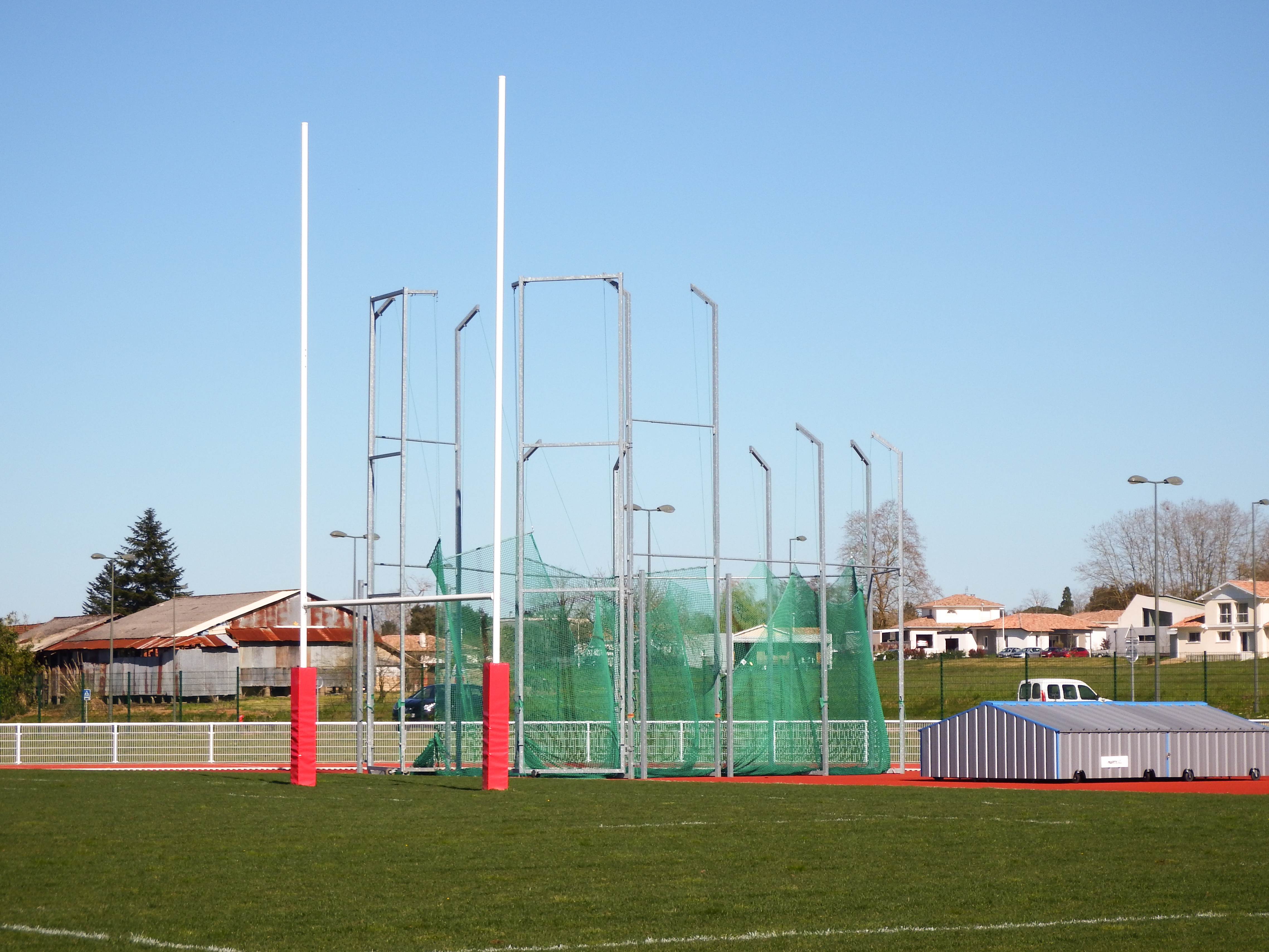
Aire d'athlétisme et de lancers en marge du terrain d'honneur.